# 매구아리황새
매구아리황새(Maguari stork)는 남아메리카 대부분의 계절 습지에 서식하는 대형 황새 종으로, 외형은 홍부리황새와 매우 비슷하지만 약간 더 크다. 이 황새는 신대륙에서 발견되는 유일한 종으로, 숲황새와 검은머리황새 함께 신대륙에서 발견되는 유일한 세 가지 황새 종 중 하나이다.

## 묘사
이 새의 키는 97~120cm이고 날개 길이는 약 155~180cm로, 선천성 홍부리황새와 비슷한 크기이다. 수컷 매구아리황새 9마리는 평균 4.2kg, 암컷 5마리는 평균 3.8kg이다. 매구아리황새는 작은 숲황새와 큰 검은머리황새 사이의 중간 크기로, 매구아리황새가 서식하는 다른 두 종류의 황새이다. 성체 깃털의 대부분은 흰색이며, 검은색 날개깃과 단단한 흰색 꼬리 덮개보다 짧은 포크된 검은색 꼬리가 있어 꼬리 아래에서 튀어나와 비행 중 공기역학적으로 기능할 수 있다. 포크된 꼬리는 매구아리황새와 홍부리황새를 명확하게 구분하며, 흰색 꼬리 덮개 덕분에 지상에서 비행할 때 쉽게 관찰할 수 있다. 비행 중에 이 황새는 인상적인 광경을 보여준다. 목을 쭉 뻗고 다리를 뻗은 채로 지면에서 최소 100m 이상 높이 솟아오르며, 간헐적으로 넓은 날개를 두드리며 긴 활공의 추진력을 얻는다. 날개 길이는 분당 181회, 날개 길이는 150~180cm이다. 이 황새는 지면에서 이륙하기 전에 세 번의 긴 점프를 해야 한다.
번식기에는 구애를 준비하기 위해 더 밝은 깃털을 만들기 위해 신선한 털갈이를 한다. 머리와 목의 깃털은 길이가 최대 18cm에 이르는 긴 반 깃털로 구성되어 있으며, 이 깃털은 발기성을 띠며 구애와 공격적인 과시에 중요한 역할을 한다. 목 깃털의 바브에는 가는 깃가지가 없기 때문에 목이 반투명 그물처럼 보인다.
부리는 곧고 푸르스름한 회색이며 빨간색 안감이 있다. 부리 길이의 마지막 세 번째 부분은 짙은 적갈색이다. 홍채는 레몬-노란색 또는 크림색 흰색이며 다리는 보라색 빨간색이다. 목의 피부와 자갈 질감의 주름은 주황색 빨간색이며 구애 중에 더 깊게 붉어진다. 수컷이 약간 위쪽으로 구부러진 부리로 약간 더 크다는 점을 제외하고는 외부적으로 성별이 크게 구분되지 않다. 개체의 몸무게는 보통 3,800~4,200g이며 수컷이 더 무겁다.

## 분포 및 서식지
매구아리황새는 남아메리카 대부분 지역에 비교적 널리 분포하며 주로 안데스산맥 동쪽에서 서식한다. 베네수엘라와 콜롬비아 동부의 야노스, 가이아나, 볼리비아 동부, 파라과이, 브라질, 아마존과 북동부에는 드물게 서식하지만, 우루과이와 아르헨티나에 서식한다. 분포 범위의 가장 남쪽 부분은 추부트주에 속한다. 안데스산맥 서쪽 (예: 칠레)에서는 더 드물게 발생하며 아마도 그곳에서 번식하지 않을 것이다. 3월부터 5월까지 수리남 해안을 방문하는 드문 사례이며, 트리니다드 토바고에서도 부랑자로 보고되었다.
서식지는 주로 열대 습윤 사바나 초원, 습지, 갯벌, 범람원과 같은 개방된 저지대 및 얕은 물 습지로 구성되어 있다. 때때로 건조한 들판을 자주 방문하지만, 숲이 우거진 지역은 항상 피한다. 건기 동안 서식지에서 수많은 매구아리황새 무리가 관찰되었으며, 먹이가 집중된 저준위 수역에서 먹이를 찾는다.
매구아리황새는 검은머리황새와 숲황새와 함께 서식하며, 특히 베네수엘라의 야노스에서 이 세 종의 분포 범위가 겹친다. 모든 미국 황새 종 중에서 매구아리황새는 지리적 분포 범위가 가장 작다.

## 행동생태학

### 번식
매구아리황새의 번식 생물학과 둥지 전략의 많은 측면은 이 종에만 고유하며 다른 황새 종에는 존재하지 않다. 이러한 번식 및 둥지 습관의 차이는 아마도 이 종이 원래 침입했던 개방된 저지대 습지 서식지에서 생존하기 위해 적응하게 된 강력한 선택 압력 때문일 것이다.